# ひとりぼっち秀吉BAND
ひとりぼっち秀吉BAND（ひとりぼっちひできちばんど）は、福島県郡山市出身のロックバンドである。2008年結成。バンド名は、ボーカルの秀吉が、ソロ活動時代の苦労や出会いを忘れたくないという思いから由来している。省略して秀吉BANDとも呼ばれる。

## メンバー
数々のメンバーチェンジやサポートメンバーの支えを受け、秀吉、ホリ、ヨギの3人で活動。しかし、脱退メンバーの再復帰もあり、解散時の正式メンバーは9人。
- ひとりぼっち秀吉（1988年8月2日 - ）ボーカル
- ホリ・ユナイテッド（1990年5月31日 - ）ベース
- ヨギ（1988年5月16日 - ）ドラム
- サスケ（2024年4月14日 - ）ギター
- そんくん（1990年6月4日 - ）ギター
- KING （2024年4月26日 - ）ドラム
- ロミィ （2024年4月26日 - ）ドラム
- 鍵盤田中 （1990年10月21日 - ）キーボード
- フォアボール石井（6月17日 - ）ギター

### 旧メンバー
- ソーヤ（1987年10月31日 - ）キーボード
- その他として、セイジ、ボストン、マーキー等が元メンバー

## 概要
2008年10月、弾き語り者として活動をしていたひとりぼっち秀吉が筆頭となり結成し、2008年12月より活動を始める。
以降、「人間の喜怒哀楽、人間くささ」を胸に、地元福島県郡山市から全国各地・場所や会場を問わず精力的な活動を拡げて行く。
バンド名は、当時から異彩を放っている秀吉が筆頭である事と、作詞作曲を主に秀吉が行っている事からきている。「秀吉」の読みは「ひでよし」ではなく「ひできち」である。
活動を行うにつれ、ファンの間から「人間ロック」という愛称が生まれる。2013年には、ミニアルバム『道しるべ』を全国リリース。アルバム収録曲の中の「俺達まだやれる人」が、求人広告『ワーキン』のテレビCMソングに起用された。一度は全国デビューを果たしたものの、その後、どこにも所属しないフリーとして、郡山市を中心にバンド活動をしている。
また、同年には、原発事故で避難を余儀なくされた人達や、地元福島県に残って活動する人達の複雑な感情を描いた「FURUSATO」を発表。まだまだ被災地には、色々な問題があるけれど、そういう問題を歌詞にするのではなく、明日にむかって進んでいける歌詞にしたかったと秀吉は語っている。
クリエイター箭内道彦と交流が深く、『純粋な福島県の特産品バンド』、『福島の希望の光』と呼ばれる。その後、箭内氏は「白い鳩」「苺」等の作詞提供も行っている。
活動期間中は、福島県最大のロックフェス「風とロック芋煮会」の実行委員も務めた。
2024年5月、郡山シャープナインでのワンマンライブを最後に解散する。

## 来歴
- 2008年10月、秀吉、サスケ、ボストン、マーキーの4名でバンド活動開始。
- 2009年5月5日、ライブ会場限定ミニアルバムCD『人間ドロップ』を発売。後に正式メンバーとなるベースのホリが、サポートとして参加。
- 2010年6月17日、ライブで秀吉が「100人動員出来なければ解散します!」と突然の解散宣言。
- 2010年8月20日、ミニアルバムCD『人間ラブソング』を発売。ライブ動員は178人で解散を免れる。
- 2011年1月8日、サポートドラムのロミィが正式加入。
- 2011年6月4日、ライブ会場限定シングルCD『人間ピース』を発売。
- 2011年11月12日、ライブ会場限定ワンマンDVD発売。
- 2012年4月20日、ドラム　ロミィが脱退。
- 2012年4月21日、正式ドラマーとして、ヨギが加入。
- 2013年4月12日、ミニアルバム CD『道しるべ』をSUPER SESSSIONSより全国リリース。
- 2013年4月27日、オーディションをTOPで通過し、東北最大のロック・フェスティバル「ARABAKI ROCK FEST.13」に出演。
- 2013年8月2日、『道しるべ』ツアーファイナル。キーボード・ソーヤが加入。
- 2013年9月21日、クリエイター箭内道彦が手掛けるロックフェス『風とロック芋煮会2013』に、オープニングアクトとして出演。
- 2013年12月28日、結成５周年を記念し、ワンマンライブを決行。会場限定シングルCD『FURUSATO』を同時発売。また、2014年3月をもってキーボード・ソウヤの卒業が発表される。
- 2014年3月6日、ミニアルバムCD『道しるべ』が第6回CDショップ大賞2014にて「東北ブロック賞」を受賞[1]。
- 2014年3月9日、バンド活動開始から唯一のメンバーである、ギター・サスケの3月一杯での卒業が発表される。
- 2014年4月6日、rfcラジオ福島にて『ひとりぼっち秀吉BANDのあなたもまだやれる人』が、30分番組としてレギュラー放送開始。また、4月15日よりサポートキーボードでポール田中が合流。
- 2014年6月17日、郡山自動車学校のTVCMに「俺達まだやれる人」が起用される。
- 2014年9月20日、南相馬市で開催された「騎馬武者ロックフェス2014」に出演。
- 2014年9月23日、シングルCD『home』がNingen rock recordsより全国リリース。CDジャケットは箭内道彦がプロデュースし、活動拠点の郡山市でのメンバーとメンバーの母親とのツーショットがデザインされている。
- 2014年9月28日、「風とロック芋煮会2014」に出演、トリで演奏する。風とロック2014では、実行委員となり、ベースのホリは、マスコットキャラクター「ベコヒコ」を演じ、秀吉とドラムのヨギは、会場内のビールの売り子を担当した。
- 2015年5月22日、キーボードのポール田中（鍵盤田中）がサポート終了。5月28日より、そんくんがサポートギターとして合流。
- 2015年8月19日、郡山市開成山球場にて、BCリーグ　福島ホープスvs群馬ダイヤモンドペガサスの試合が行われ、試合前の国歌を秀吉が独唱。
- 2015年9月23日　セカンドミニアルバムCD『幸せの行方』を全国リリース。CDジャケットは「home」と同じく、箭内道彦がプロデュース。
- 2015年9月25日、「風とロック芋煮会2015」に出演[2]。
- 2016年4月7日、ひとりぼっち秀吉が、NHK「こでらんに5」（ラジオ第1・福島県向け）　木曜;レギュラーパーソナリティーを務める。
- 2016年4月25日、NHKテレビ、Eテレ「福島をずっと見ているTV」の番組エンディングテーマ曲に、ひとりぼっち秀吉BANDの『青春の光」が起用される。
- 2016年5月15日、ライブ会場限定ニューングルCD『Rock`n roll/Dreamer』を発表。
- 2016年9月18日、19日、福島県白河市で開催された「風とロック芋煮会2016　IMONY WORLD」に出演し、実行委員も務めた。主催者の箭内道彦から、箭内の私物を販売する出店、通称「金髪フリマ」での私物の販売を任される。完売させたら次回のフルアルバムのジャケットプロデュースを箭内が行うとの約束を元に完売させる。
- 2016年10月1日、埼玉県「ゆうパークおごせ」で開催された、日本中からフォークアーティストを集めた野外フェス「GO AROUND JAPAN 2016」に出演。
- 2016年10月10日、震災の影響等で中止されていた、福島県郡山駅前での無料フェス「SOUND PARK 2016」をひとりぼっち秀吉BAND主催で復活させる。
- 2016年11月30日、1st FULL ALBUM「フルアルバム」全国発売。
- 2017年1月11日、花春酒造株式会社（福島）が、ひとりぼっち秀吉BANDとのコラボ日本酒を楽天市場にて発売。
- 2017年5月20日、メンバーが農作業に挑む「秀吉米プロジェクト」を発表。ホリ・ユナイテッドの実家で田植えが開始される。
- 2017年8月11日、山の日にちなんで、八方台登山口から機材・楽器を背負いながら登山する「磐梯山・山頂ライブ」を決行するも、当日、悪天候のため中止となる。
- 2017年9月9日、10日、「風とロック芋煮会2017 KAZETOROCK IMONY COSMO」に出演。
- 2017年11月12日、福島県田村市船引町の要田運動場にて、秀吉米の｢収穫祭｣を開催。
- 2018年9月8日、9日、「風とロック芋煮会2018 風とロック IMONY学園」に出演。
- 2019年9月7日、8日、「風とロック芋煮会2019 風とロック イモニー村祭り」に出演。
- 2019年10月、郡山市で阿武隈川の氾濫により死者6名、浸水2万1千世帯の被害をもたらした台風19号により、バンドメンバーらの自宅も甚大な被害を受ける。
- 2019年12月28日、箭内道彦氏作詞の「白い鳩」「苺」も収録されているミニアルバム「ひとりぼっちじゃないよ。」を発売。
- 2021年9月21日、配信限定ミニアルバム「くらしのなかで」をデジタルリリース。
- 2022年9月10日、11日、「風とロック芋煮会2022 風とロックイモニー号 A JOURNEY TO THE HOPE」に出演。
- 2024年1月21日、公式Xより、2024年5月5日、郡山シャープナインでのワンマンライブを最後に解散が発表される。
- 2024年4月7日、郡山市開成山公園の再オープンのため開催された「さくら音楽祭2024」に出演。
- 2024年4月14日、旧メンバーのギター・サスケの正式メンバー復帰が発表される。
- 2024年4月22日、公式Xより、サポートギター・そんくんの正式メンバー入りが発表される。
- 2024年4月26日、公式Xより、初代ドラム・KING、２代目ドラム・ロミィ 、キーボード・鍵盤田中 、ギター・フォアボール石井の正式メンバー復帰が発表される。
- 2024年5月5日、郡山シャープナイン・ワンマンライブ「本当に出会えてよかった」を観客超満員で開催。解散する。

## ディスコグラフィ

### シングル
|   | 発売日         | タイトル            | 収録曲                                                   | 規格 | 品番      |
| - | -------------- | ------------------- | -------------------------------------------------------- | ---- | --------- |
| 1 | 2011年6月4日   | 人間ピース          | 1. 桜人情俺達歌 2. 好き嫌い 3. ワッショイソング          | CD   |           |
| 2 | 2013年12月28日 | FURUSATO            | 1. FURUSATO 2. everyday 3. 旅支度                        | CD   |           |
| 3 | 2014年9月23日  | home                | 1. home 2. 裸足のメロディー 3. 終わらない旅の始まり      | CD   | NGRR-0001 |
| 4 | 2016年5月15日  | Rock`n roll/Dreamer | 1. ロックンロール 2. dreamer 3. beautiful(live) 4. bonus | CD   |           |

### アルバム
|   | 発売日         | タイトル                 | 収録曲 | 規格 | 品番      |
| - | -------------- | ------------------------ | --- | ---- | --------- |
| 1 | 2009年5月5日   | 人間ドロップ             | 1. 君はダメ人間じゃない 2. 魔法にかけられて 3. 僕ロケット君宇宙 4. バカにはバカの道がある 5. 青春劇場 | CD   |           |
| 2 | 2010年8月20日  | 人間ラブソング           | 1. 俺達日本人 2. 俺達まだやれる人 3. ポジティブ思考 4. あなたのすべてから 5. 人間アイラブユー 6. 本当に出会えてよかった | CD   |           |
| 3 | 2013年4月12日  | 道しるべ                 | 1. 道しるべ 2. 俺達まだやれる人 3. Don’t stop go 4. beautiful | CD   | SSBA-0002 |
| 4 | 2014年3月8日   | 君だけのすばらしい歌     | 1. 君だけのすばらしい歌 2. 大丈夫 3. べこの歌 4. 光 5. 親孝行 | CD   |           |
| 5 | 2015年9月23日  | 幸せの行方               | 1. Life 2. 未来 3. 通り雨 4. 目心 5. 何度も 6. アメリカへ行ったら 7. 絵に描いたような幸せ | CD   | NGRR-0002 |
| 6 | 2016年11月30日 | フルアルバム             | 1. オーマイガー 2. ロックンロール ※郡山自動車学校CMソング 3. 俺達まだやれる人 4. チョビリン 5. home 6. 未来 7. 青春の光 ※NHK「福島をずっと見ているTV」エンディングテーマ 8. orange 9. 魔法にかけられて 10. おかげさん 11. 生活の木 12. Don't stop go 13. 本当に出会えてよかった | CD   | NGRR-0004 |
| 7 | 2019年12月28日 | ひとりぼっちじゃないよ。 | 1. 幸せのアイデア 2. 追風 3. オレGJ 4. 白い鳩 5. 苺 6. mizo 7. 7.Juice | CD   | NGRR-0004 |
| 8 | 2021年9月21日  | くらしのなかで           | 1. 「Freedom and the times」 2. ハレルヤ 3. 最初の一文字 4. シンプルなこと 5. 息を吸い込んで | 配信 | NGRR-0005 |

## ラジオ
- rfcラジオ福島:『ひとりぼっち秀吉BANDのあなたもまだやれる人』（2014年4月〜2016年3月　毎週日曜日）
- NHKラジオ第一福島放送局『こでらんに5』ひとりぼっち秀吉（2016年4月～2018年3月　毎週木曜日）